# Ambasciatori sassoni in Francia
L'ambasciatore sassone in Francia era il primo rappresentante diplomatico della Sassonia (già dell'Elettorato di Sassonia, già Regno di Sassonia) in Francia.
Le relazioni diplomatiche tra i due paesi ebbero inizio nel 1664 e terminarono nel 1871.

## Elettorato di Sassonia
...
- 1709–1720: Burchard von Suhm

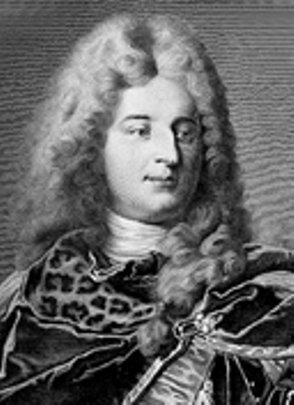
Carl Heinrich von Hoym

- 1720–1729: Carl Heinrich von Hoym
- 1729–1734: Samuel de Brais

1735–1737: vakant
- 1737–1741: Samuel de Brais
- 1741–1753: Johann Adolph von Loß
- 1753–1754: Samuel Gottfried Spinnhirn
- 1754–1755: Claude Marie Noyel Bellegarde d'Entremont
- 1755–1757: Ludwig Siegfried Vitzthum von Eckstädt
- 1757–1768: Kaspar Franz von Fontenay

...
- 1770–1772: Johann Georg Heinrich von Werthern

...
- 1775-...: Johann Adolph von Loß

...
- 1780–1784: Johann Hilmar Adolph von Schönfeld

1784–1786: Vacante
- 1786–1790: Conte von Salmour

1790–1806: Interruzione dei rapporti diplomatici

## Regno di Sassonia
- 1809–1810: Friedrich Christian Ludwig Genfft
- 1810–1813: Georg von Einsiedel
- 1813–1814 Wilhelm August von Just

...
- 1815–1827: Carl Emil von Üchtritz
- 1827–1828: Georg Rudolf von Gersdorff
- 1828–1849: Hans Heinrich von Könneritz
- 1850–1852: Karl Adolf von Hohenthal-Knauthain
- 1853–1870: Albin Leo von Seebach

1870–1871: Vacante
1871: Scioglimento dell'ambasciata